# Liste der Kulturdenkmale in Schönhausen (Elbe)
In der Liste der Kulturdenkmale in Schönhausen (Elbe)  sind alle  Kulturdenkmale der Gemeinde Schönhausen (Elbe) und ihrer Ortsteile aufgelistet. Grundlage ist das Denkmalverzeichnis des Landes Sachsen-Anhalt, das auf Basis des Denkmalschutzgesetzes des Landes Sachsen-Anhalt vom 21. Oktober 1991 durch das Landesamt für Denkmalpflege und Archäologie Sachsen-Anhalt erstellt und seither laufend ergänzt wurde (Stand: 31. Dezember 2023).

## Kulturdenkmale nach Ortsteilen

### Schönhausen (Elbe)
| Lage                                | Bezeichnung                | Beschreibung | Erfassungs- nummer | Ausweisungsart | Bild           |
| ----------------------------------- | -------------------------- | --- | ------------------ | -------------- | -------------- |
| B 107, Abschnitt 53, km 1,4 (Karte) | Distanzstein               | Preußischer Rundsockelstein (0278) | 094 36355          | Kleindenkmal   | Distanzstein   |
| Bahnhofstraße (Karte)               | Bahnhof Schönhausen (Elbe) | Bahnhof Der Bahnhof Schönhausen (Elbe) an der Berlin-Lehrter Eisenbahn wurde 1871, er liegt etwa 1 km nördlich des Ortes. Bis 1999 war er Knotenpunkt mit den Strecken der früheren Genthiner Kleinbahn. | 094 36337          | Baudenkmal     | Weitere Bilder |
| Bahnhofstraße 5 (Karte)             | Wohnhaus                   | Wohnhaus | 094 36324          | Baudenkmal     | BW             |
| Bismarckstraße (Karte)              | St. Marien und Willebrord  | St. Maria und Willebrord | 094 36341          | Baudenkmal     | Weitere Bilder |
| Bismarckstraße (Karte)              | Kriegerdenkmal             | | 094 36332          | Kleindenkmal   | Kriegerdenkmal |
| Bismarckstraße 2 (Karte)            | Schloss Schönhausen I      | Rittergut | 094 36339          | Baudenkmal     | Weitere Bilder |
| Bismarckstraße 10 (Karte)           | Postamt                    | | 094 36545          | Baudenkmal     | BW             |
| Bismarckstraße 12, 13 (Karte)       | Rittergut                  | Schönhausen II | 094 36338          | Baudenkmal     | Weitere Bilder |
| Bismarckstraße 22 (Karte)           | Bauernhaus                 | | 094 36333          | Baudenkmal     | BW             |
| Breitscheidstraße 7 (Karte)         | Bauernhaus                 | | 094 36330          | Baudenkmal     | BW             |
| Breitscheidstraße 9 (Karte)         | Bauernhaus                 | | 094 36331          | Baudenkmal     | BW             |
| Fontanestraße (Karte)               | Denkmal                    | Sowjetisches Ehrenmal | 094 36326          | Kleindenkmal   | BW             |
| Fontanestraße 10 (Karte)            | Bauernhaus                 | | 094 36325          | Baudenkmal     | BW             |
| Heinestraße 1 (Karte)               | Wohnhaus                   | | 094 36328          | Baudenkmal     | BW             |
| Hook 1 (Karte)                      | Bauernhaus                 | | 094 36356          | Baudenkmal     | BW             |
| Hook 6 (Karte)                      | Bauernhaus                 | | 094 36335          | Baudenkmal     | BW             |
| Hook 10 (Karte)                     | Bauernhaus                 | | 094 36334          | Baudenkmal     | BW             |
| Märsche 13 (Karte)                  | Scheune                    | | 094 36340          | Baudenkmal     | BW             |

### Hohengöhren
| Lage                    | Bezeichnung | Beschreibung | Erfassungs- nummer | Ausweisungsart | Bild       |
| ----------------------- | ----------- | ------------ | ------------------ | -------------- | ---------- |
| Große Straße (Karte)    | Kirche      |              | 094 36354          | Baudenkmal     | Kirche     |
| Große Straße 6 (Karte)  | Wohnhaus    |              | 094 36350          | Baudenkmal     | Wohnhaus   |
| Große Straße 28 (Karte) | Bauernhaus  |              | 094 36353          | Baudenkmal     | Bauernhaus |
| Große Straße 56 (Karte) | Wohnhaus    |              | 094 36351          | Baudenkmal     | Wohnhaus   |
| Kleine Straße 2 (Karte) | Bauernhaus  |              | 094 36352          | Baudenkmal     | BW         |

### Hohengöhren-Damm
| Lage                   | Bezeichnung | Beschreibung | Erfassungs- nummer | Ausweisungsart | Bild |
| ---------------------- | ----------- | ------------ | ------------------ | -------------- | ---- |
| Heidestraße 14 (Karte) | Wohnhaus    |              | 094 50276          | Baudenkmal     | BW   |

## Ehemalige Kulturdenkmale nach Ortsteilen

### Hohengöhren
| Lage                    | Bezeichnung | Beschreibung | Erfassungs- nummer | Ausweisungsart | Bild |
| ----------------------- | ----------- | ------------ | ------------------ | -------------- | ---- |
| Große Straße 48 (Karte) | Bauernhaus  |              | 094 35803          |                | BW   |

### Schönhausen (Elbe)
| Lage                   | Bezeichnung | Beschreibung | Erfassungs- nummer | Ausweisungsart | Bild |
| ---------------------- | ----------- | ------------ | ------------------ | -------------- | ---- |
| Hirtengasse 2          | Bauernhaus  |              | 094 36336          |                |      |
| Schulstraße 17 (Karte) | Wohnhaus    |              | 094 36327          |                | BW   |

## Legende
In den Spalten befinden sich folgende Informationen:
- Lage: Nennt den Straßennamen und wenn vorhanden die Hausnummer des Kulturdenkmals. Die Grundsortierung der Liste erfolgt nach dieser Adresse. Der Link „Karte“ führt zu verschiedenen Kartendarstellungen und nennt die geographischen Koordinaten.
Link zu einem Kartenansichtstool, um Koordinaten zu setzen. In der Kartenansicht sind Baudenkmale ohne Koordinaten mit einem roten bzw. orangen Marker dargestellt und können in der Karte gesetzt werden. Baudenkmale ohne Bild sind mit einem blauen bzw. roten Marker gekennzeichnet, Baudenkmale mit Bild mit einem grünen bzw. orangen Marker.
- Offizielle Bezeichnung: Nennt den Namen, die Bezeichnung oder zumindest die Art des Kulturdenkmals und verlinkt, soweit vorhanden, auf den Artikel zum Objekt.
- Beschreibung: Nennt bauliche und geschichtliche Einzelheiten des Kulturdenkmals, vorzugsweise die Denkmaleigenschaften.
- Erfassungsnummer: Für jedes Kulturdenkmal wird in Sachsen-Anhalt eine 20stellige Erfassungsnummer vergeben. Die letzten zwölf Ziffern werden für die Untergliederung nach Teilobjekten genutzt und werden nur angegeben, soweit vergeben. In dieser Spalte kann sich folgendes Icon  befinden, dies führt zu Angaben zu diesem Baudenkmal bei Wikidata.
- Ausweisungsart: Die Einordnung des Denkmales nach § 2 Abs. 2 DenkmSchG LSA
- Bild: Ein Bild des Denkmales, und gegebenenfalls einen Link zu weiteren Fotos des Kulturdenkmals im Medienarchiv Wikimedia Commons. Wenn man auf das Kamerasymbol klickt, können Fotos zu Kulturdenkmalen aus dieser Liste hochgeladen werden: